# Gornji Kraljevec (Hrašćina)
Gornji Kraljevec is een plaats in de gemeente Hrašćina in de Kroatische provincie Krapina-Zagorje. De plaats telt 406 inwoners (2001).